# Saginaw (Missouri)
Saginaw – wieś w Stanach Zjednoczonych, w stanie Missouri, w hrabstwie Newton.